# Aurel Urzică
Aurel Urzică (ur. 11 listopada 1952) – rumuński szachista, mistrz międzynarodowy od 1980 roku.

## Kariera szachowa
W 1969 r. zdobył w Sztokholmie brązowy medal mistrzostw świata juniorów do 20 lat. Kolejny sukces odniósł na przełomie 1972 i 1973 r. w Groningen, gdzie zdobył brązowy medal mistrzostw Europy juniorów do 20 lat. W 1974 r. zdobył tytuł indywidualnego mistrza Rumunii. W 1977 r. wystąpił w reprezentacji kraju na rozegranych w Moskwie drużynowych mistrzostwach Europy, na których rumuńscy szachiści zajęli IV miejsce. W 1979 r. zwyciężył w międzynarodowym turnieju Acropolis w Atenach. W 1995 r. odniósł kolejny sukces, zdobywając brązowy medal w mistrzostwach Rumunii.
Najwyższy ranking w karierze osiągnął 1 stycznia 1999 r., z wynikiem 2434 punktów zajmował wówczas 25. miejsce wśród rumuńskich szachistów. Od 2003 r. nie uczestniczy w turniejach klasyfikowanych przez Międzynarodową Federację Szachową.